# 馬蒂尼-孔布

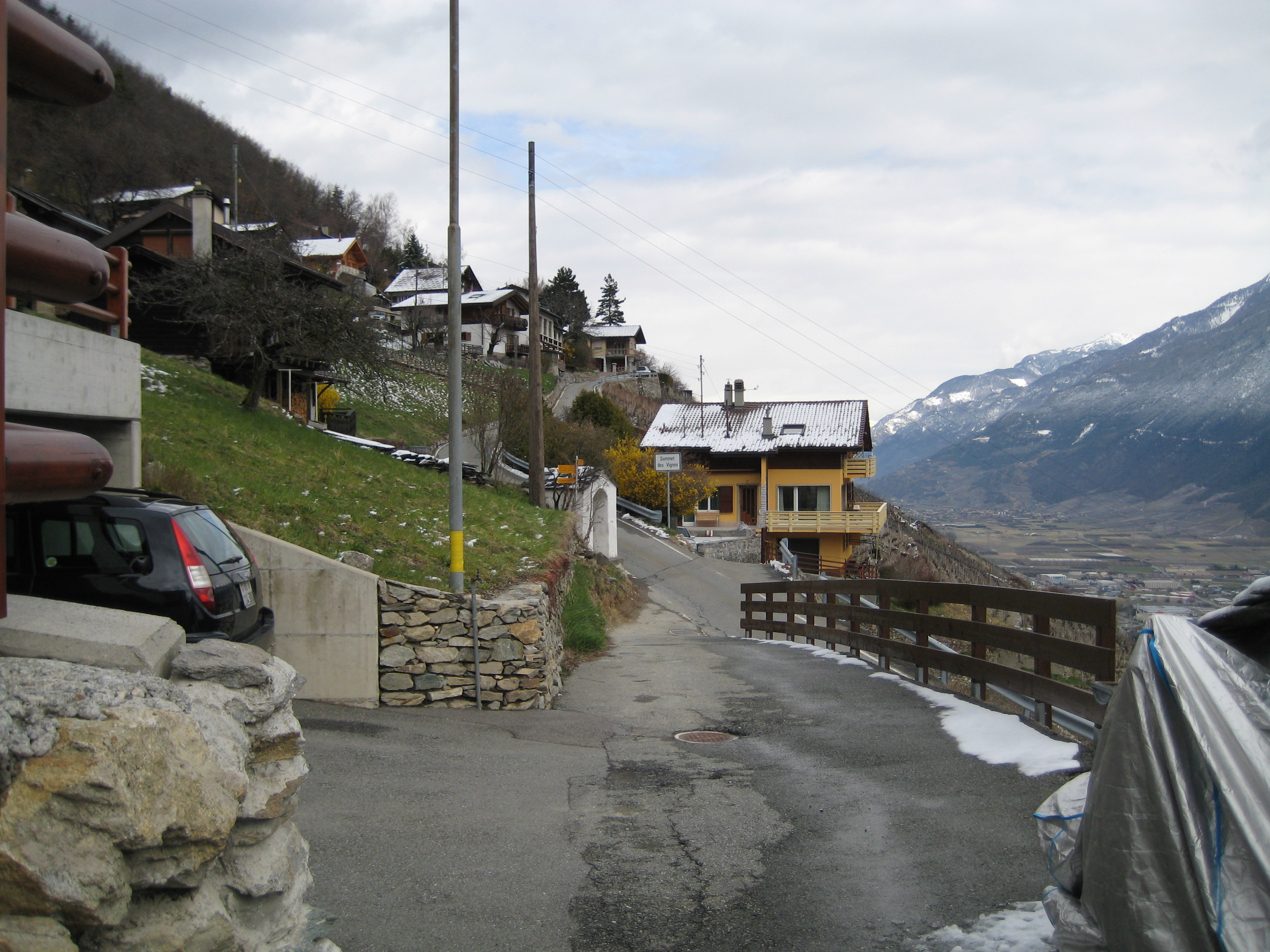

馬蒂尼-孔布是瑞士的城鎮，位於該國南部，由瓦萊州負責管轄，面積37.63平方公里，海拔高度804米，2011年人口2,240，八成人口信奉羅馬天主教，人口密度每平方公里60人。